# Ronde van Frankrijk 2013/Startlijst
Dit artikel beschrijft de startlijst van de 100e Ronde van Frankrijk die op zaterdag 29 juni 2013 voor het eerst van start ging op het Franse eiland Corsica. De winnaar van het vorige jaar, Bradley Wiggins, verscheen in verband met knieproblemen niet aan de start. Het rugnummer één werd daarom gedragen door ploegmaat en Sky-kopman Chris Froome.

## Overzicht

### Sky ProCycling
| Rugnummer | Naam                 | Prestaties                    | Opmerkingen              | Eindklassering   |
| --------- | -------------------- | ----------------------------- | ------------------------ | ---------------- |
| 1         | Chris Froome         | Winnaar: 8e, 15e & 17e etappe |                          | Goud · Gele trui |
| 2         | Edvald Boasson Hagen |                               | niet gestart: 13e etappe | DNF              |
| 3         | Peter Kennaugh       |                               |                          | 77e              |
| 4         | Vasil Kiryjenka      |                               | Buiten tijd: 9e etappe   | DNF              |
| 5         | David López García   |                               |                          | 127e             |
| 6         | Richie Porte         |                               |                          | 19e              |
| 7         | Kanstantsin Siwtsow  |                               |                          | 90e              |
| 8         | Ian Stannard         |                               |                          | 135e             |
| 9         | Geraint Thomas       |                               |                          | 140e             |

Ploegleider: Servais Knaven, Nicolas Portal

### Cannondale Pro Cycling Team
| Rugnummer | Naam                 | Prestaties         | Opmerkingen            | Eindklassering |
| --------- | -------------------- | ------------------ | ---------------------- | -------------- |
| 11        | Peter Sagan          | Winnaar: 7e etappe |                        | 82e            |
| 12        | Maciej Bodnar        |                    |                        | 114e           |
| 13        | Alessandro De Marchi |                    |                        | 71e            |
| 14        | Ted King             |                    | Buiten tijd: 4e etappe | DNF            |
| 15        | Kristjan Koren       |                    |                        | 100e           |
| 16        | Alan Marangoni       |                    |                        | 111e           |
| 17        | Moreno Moser         |                    |                        | 94e            |
| 18        | Fabio Sabatini       |                    |                        | 117e           |
| 19        | Brian Vandborg       |                    |                        | 155e           |

Ploegleider: Mario Scirea, Stefano Zanatta

### Lotto-Belisol
| Rugnummer | Naam                  | Prestaties                                             | Opmerkingen             | Eindklassering |
| --------- | --------------------- | ------------------------------------------------------ | ----------------------- | -------------- |
| 21        | Jurgen Van den Broeck |                                                        | Niet gestart: 6e etappe | DNF            |
| 22        | Lars Bak              |                                                        |                         | 108e           |
| 23        | Bart De Clercq        |                                                        |                         | 38e            |
| 24        | André Greipel         | Winnaar: 6e etappe & Strijdlustigste renner: 6e etappe |                         | 129e           |
| 25        | Adam Hansen           |                                                        |                         | 72e            |
| 26        | Greg Henderson        |                                                        |                         | 162e           |
| 27        | Jürgen Roelandts      |                                                        |                         | 160e           |
| 28        | Marcel Sieberg        |                                                        | Opgave: 19e etappe      | DNF            |
| 29        | Frederik Willems      |                                                        |                         | 163e           |

Ploegleider: Herman Frison, Marc Wauters

### BMC Racing Team
| Rugnummer | Naam               | Prestaties | Opmerkingen             | Eindklassering |
| --------- | ------------------ | ---------- | ----------------------- | -------------- |
| 31        | Cadel Evans        |            |                         | 39e            |
| 32        | Brent Bookwalter   |            |                         | 91e            |
| 33        | Marcus Burghardt   |            |                         | 98e            |
| 34        | Philippe Gilbert   |            |                         | 62e            |
| 35        | Amaël Moinard      |            |                         | 56e            |
| 36        | Steve Morabito     |            |                         | 35e            |
| 37        | Manuel Quinziato   |            |                         | 85e            |
| 38        | Michael Schär      |            | Niet gestart: 9e etappe | DNF            |
| 39        | Tejay van Garderen |            |                         | 45e            |

Ploegleider: Fabio Baldato, John Lelangue

### RadioShack-Leopard
| Rugnummer | Naam            | Prestaties                                             | Opmerkingen | Eindklassering |
| --------- | --------------- | ------------------------------------------------------ | ----------- | -------------- |
| 41        | Andy Schleck    |                                                        |             | 20e            |
| 42        | Jan Bakelants   | Winnaar: 2e etappe & Strijdlustigste renner: 7e etappe |             | 18e            |
| 43        | Laurent Didier  |                                                        |             | 53e            |
| 44        | Tony Gallopin   |                                                        |             | 58e            |
| 45        | Markel Irizar   |                                                        |             | 103e           |
| 46        | Andreas Klöden  |                                                        |             | 30e            |
| 47        | Maxime Monfort  |                                                        |             | 14e            |
| 48        | Jens Voigt      | Strijdlustigste renner: 20e etappe                     |             | 67e            |
| 49        | Haimar Zubeldia |                                                        |             | 36e            |

Ploegleider: Kim Andersen, Alain Gallopin

### Team Europcar
| Rugnummer | Naam             | Prestaties                                     | Opmerkingen | Eindklassering |
| --------- | ---------------- | ---------------------------------------------- | ----------- | -------------- |
| 51        | Pierre Rolland   | Strijdlustigste renner: 19e etappe             |             | 24e            |
| 52        | Yukiya Arashiro  |                                                |             | 99e            |
| 53        | Jérôme Cousin    | Strijdlustigste renner: 1e etappe & 10e etappe |             | 156e           |
| 54        | Cyril Gautier    |                                                |             | 32e            |
| 55        | Yohann Gène      |                                                |             | 158e           |
| 56        | Davide Malacarne |                                                |             | 49e            |
| 57        | Kévin Reza       |                                                |             | 134e           |
| 58        | David Veilleux   |                                                |             | 123e           |
| 59        | Thomas Voeckler  |                                                |             | 65e            |

Ploegleider: Andy Flickinger, Ismaël Mottier

### Astana Pro Team
| Rugnummer | Naam               | Prestaties | Opmerkingen             | Eindklassering |
| --------- | ------------------ | ---------- | ----------------------- | -------------- |
| 61        | Jakob Fuglsang     |            |                         | 7e             |
| 62        | Asan Bazajev       |            |                         | 168e           |
| 63        | Janez Brajkovič    |            | Niet gestart: 7e etappe | DNF            |
| 64        | Enrico Gasparotto  |            |                         | 95e            |
| 65        | Francesco Gavazzi  |            |                         | 84e            |
| 66        | Andrej Kasjetsjkin |            | Opgave: 3e etappe       | DNF            |
| 67        | Fredrik Kessiakoff |            | Opgave: 6e etappe       | DNF            |
| 68        | Aleksej Loetsenko  |            | Opgave: 18e etappe      | DNF            |
| 69        | Dmitri Moeravjov   |            |                         | 167e           |

Ploegleider: Dmitri Fofonov, Dimitri Sedoun

### FDJ.fr
| Rugnummer | Naam              | Prestaties | Opmerkingen              | Eindklassering |
| --------- | ----------------- | ---------- | ------------------------ | -------------- |
| 71        | Thibaut Pinot     |            | Niet gestart: 16e etappe | DNF            |
| 72        | William Bonnet    |            | Opgave: 18e etappe       | DNF            |
| 73        | Nacer Bouhanni    |            | Opgave: 6e etappe        | DNF            |
| 74        | Pierrick Fédrigo  |            |                          | 59e            |
| 75        | Murilo Fischer    |            |                          | 133e           |
| 76        | Alexandre Geniez  |            |                          | 44e            |
| 77        | Arnold Jeannesson |            |                          | 29e            |
| 78        | Jérémy Roy        |            |                          | 126e           |
| 79        | Arthur Vichot     |            |                          | 66e            |

Ploegleider: Thierry Bricaud, Franck Pineau

### AG2R-La Mondiale
| Rugnummer | Naam                   | Prestaties                                                                                             | Opmerkingen        | Eindklassering |
| --------- | ---------------------- | --- | ------------------ | -------------- |
| 81        | Jean-Christophe Péraud | | Opgave: 17e etappe | DNF            |
| 82        | Romain Bardet          | Strijdlustigste renner: 9e etappe                                                                      |                    | 15e            |
| 83        | Maxime Bouet           | | Opgave: 4e etappe  | DNF            |
| 84        | Samuel Dumoulin        | |                    | 143e           |
| 85        | Hubert Dupont          | |                    | 34e            |
| 86        | John Gadret            | |                    | 22e            |
| 87        | Blel Kadri             | Strijdlustigste renner: 2e etappe                                                                      |                    | 125e           |
| 88        | Sébastien Minard       | |                    | 124e           |
| 89        | Christophe Riblon      | Winnaar: 18e etappe, Strijdlustigste renner: 18e etappe en Prijs van de Strijdlust Ronde van Frankrijk |                    | 37e            |

Ploegleider: Julien Jurdie, Vincent Lavenu

### Team Saxo-Tinkoff
| Rugnummer | Naam             | Prestaties | Opmerkingen       | Eindklassering |
| --------- | ---------------- | ---------- | ----------------- | -------------- |
| 91        | Alberto Contador |            |                   | 4e             |
| 92        | Daniele Bennati  |            |                   | 107e           |
| 93        | Jesús Hernández  |            |                   | 43e            |
| 94        | Roman Kreuziger  |            |                   | 5e             |
| 95        | Benjamín Noval   |            | Opgave: 9e etappe | DNF            |
| 96        | Sérgio Paulinho  |            |                   | 136e           |
| 97        | Nicolas Roche    |            |                   | 40e            |
| 98        | Michael Rogers   |            |                   | 16e            |
| 99        | Matteo Tosatto   |            |                   | 92e            |

Ploegleider: Fabrizio Guidi, Philippe Mauduit

### Katjoesja
| Rugnummer | Naam                   | Prestaties | Opmerkingen | Eindklassering |
| --------- | ---------------------- | ---------- | ----------- | -------------- |
| 101       | Joaquim Rodríguez      |            |             | Brons          |
| 102       | Pavel Broett           |            |             | 110e           |
| 103       | Alexander Kristoff     |            |             | 147e           |
| 104       | Aljaksandr Koetsjynski |            |             | 141e           |
| 105       | Alberto Losada         |            |             | 109e           |
| 106       | Daniel Moreno          |            |             | 17e            |
| 107       | Gatis Smukulis         |            |             | 110e           |
| 108       | Joeri Trofimov         |            |             | 51e            |
| 109       | Edoeard Vorganov       |            |             | 48e            |

Ploegleider: Valerio Piva, Torsten Schmidt

### Euskaltel-Euskadi
| Rugnummer | Naam             | Prestaties | Opmerkingen              | Eindklassering |
| --------- | ---------------- | ---------- | ------------------------ | -------------- |
| 111       | Igor Antón       |            |                          | 23e            |
| 112       | Mikel Astarloza  |            |                          | 42e            |
| 113       | Gorka Izagirre   |            | Niet gestart: 17e etappe | DNF            |
| 114       | Jon Izagirre     |            |                          | 69e            |
| 115       | Juan José Lobato |            |                          | 165e           |
| 116       | Mikel Nieve      |            |                          | 12e            |
| 117       | Juan José Oroz   |            |                          | 78e            |
| 118       | Rubén Pérez      |            |                          | 139e           |
| 119       | Romain Sicard    |            |                          | 122e           |

Ploegleider: Álvaro González de Galdeano, Oscar Guerrero

### Team Movistar
| Rugnummer | Naam                 | Prestaties                                                    | Opmerkingen       | Eindklassering                      |
| --------- | -------------------- | ------------------------------------------------------------- | ----------------- | ----------------------------------- |
| 121       | Alejandro Valverde   |                                                               |                   | 8e                                  |
| 122       | Andrey Amador        |                                                               |                   | 54e                                 |
| 123       | Jonathan Castroviejo |                                                               |                   | 97e                                 |
| 124       | Rui Costa            | Winnaar:16e & 19e etappe & Strijdlustigste renner: 16e etappe |                   | 27e                                 |
| 125       | Imanol Erviti        |                                                               |                   | 118e                                |
| 126       | José Iván Gutiérrez  |                                                               | Opgave: 9e etappe | DNF                                 |
| 127       | Rubén Plaza          |                                                               |                   | 47e                                 |
| 128       | Nairo Quintana       | Winnaar: 20e etappe & Strijdlustigste renner: 8e etappe       |                   | Zilver · Bolletjestrui · Witte trui |
| 129       | José Joaquín Rojas   |                                                               |                   | 79e                                 |

Ploegleider: José Luis Arrieta, José Luis Jaimerena

### Cofidis
| Rugnummer | Naam                | Prestaties | Opmerkingen        | Eindklassering |
| --------- | ------------------- | ---------- | ------------------ | -------------- |
| 131       | Rein Taaramäe       |            |                    | 102e           |
| 132       | Yoann Bagot         |            | Opgave: 3e etappe  | DNF            |
| 133       | Jérôme Coppel       |            |                    | 63e            |
| 134       | Egoitz García       |            |                    | 115e           |
| 135       | Christophe Le Mével |            | Opgave: 19e etappe | DNF            |
| 136       | Guillaume Levarlet  |            |                    | 61e            |
| 137       | Luis Ángel Maté     |            |                    | 88e            |
| 138       | Rudy Molard         |            |                    | 73e            |
| 139       | Daniel Navarro      |            |                    | 9e             |

Ploegleider: Alain Deloeuil, Didier Rous

### Lampre-Merida
| Rugnummer | Naam               | Prestaties | Opmerkingen       | Eindklassering |
| --------- | ------------------ | ---------- | ----------------- | -------------- |
| 141       | Damiano Cunego     |            |                   | 55e            |
| 142       | Matteo Bono        |            | Opgave: 8e etappe | DNF            |
| 143       | Davide Cimolai     |            |                   | 137e           |
| 144       | Elia Favilli       |            |                   | 128e           |
| 145       | Roberto Ferrari    |            |                   | 157e           |
| 146       | Adriano Malori     |            | Opgave: 7e etappe | DNF            |
| 147       | Manuele Mori       |            |                   | 76e            |
| 148       | Przemysław Niemiec |            |                   | 57e            |
| 149       | José Serpa         |            |                   | 21e            |

Ploegleider: Orlando Maini, Bruno Vicino

### Omega Pharma-Quickstep
| Rugnummer | Naam               | Prestaties                                                   | Opmerkingen | Eindklassering |
| --------- | ------------------ | ------------------------------------------------------------ | ----------- | -------------- |
| 151       | Mark Cavendish     | Winnaar:5e & 13e etappe & Strijdlustigste renner: 13e etappe |             | 148e           |
| 152       | Sylvain Chavanel   | Strijdlustigste renner: 15e etappe                           |             | 31e            |
| 153       | Michał Kwiatkowski |                                                              |             | 11e            |
| 154       | Tony Martin        | Winnaar:11e etappe                                           |             | 106e           |
| 155       | Jérôme Pineau      |                                                              |             | 159e           |
| 156       | Gert Steegmans     |                                                              |             | 153e           |
| 157       | Niki Terpstra      |                                                              |             | 149e           |
| 158       | Matteo Trentin     | Winnaar:14de etappe                                          |             | 142e           |
| 159       | Peter Velits       |                                                              |             | 25e            |

Ploegleider: Davide Bramati, Wilfried Peeters

### Belkin Pro Cycling
| Rugnummer | Naam                 | Prestaties | Opmerkingen | Eindklassering |
| --------- | -------------------- | ---------- | ----------- | -------------- |
| 161       | Lars Boom            |            |             | 105e           |
| 162       | Robert Gesink        |            |             | 26e            |
| 163       | Tom Leezer           |            |             | 150e           |
| 164       | Bauke Mollema        |            |             | 6e             |
| 165       | Lars Petter Nordhaug |            |             | 50e            |
| 166       | Bram Tankink         |            |             | 64e            |
| 167       | Laurens ten Dam      |            |             | 13e            |
| 168       | Sep Vanmarcke        |            |             | 131e           |
| 169       | Maarten Wynants      |            |             | 132e           |

Ploegleider: Frans Maassen, Nico Verhoeven

### Team Garmin-Sharp
| Rugnummer | Naam                  | Prestaties         | Opmerkingen             | Eindklassering |
| --------- | --------------------- | ------------------ | ----------------------- | -------------- |
| 171       | Ryder Hesjedal        |                    |                         | 70e            |
| 172       | Jack Bauer            |                    | Opgave: 19e etappe      | DNF            |
| 173       | Tom Danielson         |                    |                         | 60e            |
| 174       | Rohan Dennis          |                    | Niet gestart: 9e etappe | DNF            |
| 175       | Daniel Martin         | Winnaar: 9e etappe |                         | 33e            |
| 176       | David Millar          |                    |                         | 113e           |
| 177       | Ramūnas Navardauskas  |                    |                         | 120e           |
| 178       | Andrew Talansky       |                    |                         | 10e            |
| 179       | Christian Vande Velde |                    | Opgave: 7e etappe       | DNF            |

Ploegleider: Bingen Fernández, Charles Wegelius

### Orica-GreenEdge
| Rugnummer | Naam             | Prestaties                                       | Opmerkingen | Eindklassering |
| --------- | ---------------- | ------------------------------------------------ | ----------- | -------------- |
| 181       | Matthew Goss     |                                                  |             | 152e           |
| 182       | Michael Albasini |                                                  |             | 86e            |
| 183       | Simon Clarke     | Strijdlustigste renner: 3e etappe                |             | 68e            |
| 184       | Simon Gerrans    | Winnaar: 3e etappe                               |             | 80e            |
| 185       | Daryl Impey      |                                                  |             | 74e            |
| 186       | Brett Lancaster  |                                                  |             | 154e           |
| 187       | Cameron Meyer    |                                                  |             | 130e           |
| 188       | Stuart O'Grady   |                                                  |             | 161e           |
| 189       | Svein Tuft       | Als laatste geëindigd in het algemeen klassement |             | 169e           |
|           |                  | Winnaar 4e etappe (Ploegentijdrit)               |             |                |

Ploegleider: Neil Stephens, Matthew White

### Argos-Shimano
| Rugnummer | Naam                | Prestaties                          | Opmerkingen        | Eindklassering |
| --------- | ------------------- | ----------------------------------- | ------------------ | -------------- |
| 191       | John Degenkolb      |                                     |                    | 121e           |
| 192       | Roy Curvers         |                                     |                    | 145e           |
| 193       | Koen de Kort        |                                     |                    | 138e           |
| 194       | Tom Dumoulin        |                                     |                    | 41e            |
| 195       | Johannes Fröhlinger |                                     |                    | 146e           |
| 196       | Simon Geschke       |                                     |                    | 75e            |
| 197       | Marcel Kittel       | Winnaar: 1e, 10e, 12e en 21e etappe |                    | 166e           |
| 198       | Albert Timmer       |                                     |                    | 164e           |
| 199       | Tom Veelers         |                                     | Opgave: 19e etappe | DNF            |

Ploegleider: Christian Guiberteau, Rudie Kemna

### Vacansoleil-DCM
| Rugnummer | Naam                | Prestaties                         | Opmerkingen                                                              | Eindklassering |
| --------- | ------------------- | ---------------------------------- | ------------------------------------------------------------------------ | -------------- |
| 201       | Wout Poels          |                                    |                                                                          | 28e            |
| 202       | Kris Boeckmans      |                                    | Opgave: 19e etappe                                                       | DNF            |
| 203       | Thomas De Gendt     | Strijdlustigste renner: 5e etappe  |                                                                          | 96e            |
| 204       | Juan Antonio Flecha | Strijdlustigste renner: 12e etappe |                                                                          | 93e            |
| 205       | Johnny Hoogerland   |                                    |                                                                          | 101e           |
| 206       | Sergej Lagoetin     |                                    |                                                                          | 83e            |
| 207       | Boy van Poppel      |                                    |                                                                          | 144e           |
| 208       | Danny van Poppel    |                                    | Jongste deelnemer sinds de Tweede Wereldoorlog; Niet gestart: 16e etappe | DNF            |
| 209       | Lieuwe Westra       |                                    | Opgave: 21e etappe                                                       | DNF            |

Ploegleider: Hilaire Van der Schueren, Jean-Paul van Poppel

### Sojasun
| Rugnummer | Naam              | Prestaties                         | Opmerkingen | Eindklassering |
| --------- | ----------------- | ---------------------------------- | ----------- | -------------- |
| 211       | Brice Feillu      |                                    |             | 104e           |
| 212       | Anthony Delaplace |                                    |             | 89e            |
| 213       | Julien El Fares   |                                    |             | 81e            |
| 214       | Jonathan Hivert   |                                    |             | 151e           |
| 215       | Cyril Lemoine     |                                    |             | 112e           |
| 216       | Jean-Marc Marino  |                                    |             | 116e           |
| 217       | Maxime Méderel    |                                    |             | 52e            |
| 218       | Julien Simon      | Strijdlustigste renner: 14e etappe |             | 87e            |
| 219       | Alexis Vuillermoz |                                    |             | 46e            |

Ploegleider: Nicolas Guillé, Lylian Lebreton

## Deelnemers per land
| Deelnemers | Land                                                                                                |
| ---------- | --------------------------------------------------------------------------------------------------- |
| 42         | Frankrijk                                                                                           |
| 27         | Spanje                                                                                              |
| 18         | Italië                                                                                              |
| 17         | Nederland                                                                                           |
| 12         | België                                                                                              |
| 11         | Australië                                                                                           |
| 10         | Duitsland                                                                                           |
| 6          | Verenigd Koninkrijk, Verenigde Staten                                                               |
| 4          | Kazachstan                                                                                          |
| 3          | Canada, Denemarken, Noorwegen, Polen, Rusland, Wit-Rusland, Zwitserland                             |
| 2          | Colombia, Ierland, Luxemburg, Nieuw-Zeeland, Portugal, Slovenië, Slowakije                          |
| 1          | Brazilië, Costa Rica, Estland, Japan, Letland, Litouwen, Oezbekistan, Tsjechië, Zuid-Afrika, Zweden |